# ارزششو نداره
ارزششو نداره (کره‌ای: 내일 지구가 망해버렸으면 좋겠어) یک مجموعه تلویزیونی اینترنتی کره جنوبی سال ۲۰۲۱ با بازی پارک سه-وان، شین هیون سونگ، چوی یونگجه، مینی، هان هیون مین و کارسون الن است. این مجموعه اولین سیتکام کره‌ای نتفلیکس است و در ۱۸ ژوئن ۲۰۲۱ منتشر شد.